# Aprionus latens
Aprionus latens är en tvåvingeart som beskrevs av Boris Mamaev och Berest 1990. Aprionus latens ingår i släktet Aprionus och familjen gallmyggor.
Artens utbredningsområde är Ukraina. Inga underarter finns listade i Catalogue of Life.